# Prise de décision

Lorsqu'il s'agit de prendre une décision, il est bon de savoir que des situations différentes nécessitent une approche différente. Il n'y a pas de façon unique de penser/d'agir. La plupart du temps, nous errons dans l'espace du désordre, sans savoir ce qui se passe, sans savoir comment agir. Dans ce cas, nous avons tendance à entrer dans l'espace avec lequel nous nous sentons le plus à l'aise et à commencer à agir. Lorsque vous avez trouvé le Saint Graal, la solution unique pour chaque problème, vous feriez mieux de faire attention. Avant de vous en rendre compte, vous tombez dans l'espace chaotique, où votre meilleure façon d'agir n'a aucun sens.

La prise de décision est un processus cognitif complexe, différent de la réaction instinctive et immédiate, visant à effectuer un choix parmi différentes alternatives. Ce processus s'appuie généralement  sur des critères de choix et une analyse d'impact évaluant les enjeux et conséquences des différentes options. Le processus peut aboutir à une action ou à une prise de position.
Le décideur peut être :
- une personne autonome ;
- une entité multiple telle qu'un couple, une famille[1], un conseil d'administration, une collectivité (on parle ainsi de décideur public, de décision de justice…) ou un organisme de type établissement de santé.

## Processus cognitif
Au sens le plus large, la notion de prise de décision peut concerner tout organisme vivant doté d'un système nerveux. Ce processus est activé lorsque nous ressentons le besoin d'agir sans savoir comment diriger notre action ou face à plusieurs choix.
La décision n'est pas nécessairement exprimée (mais elle doit être consciente). L'observation du comportement extérieur peut renseigner sur l'état du processus de décision (expression non verbale). La prise de décision est un processus cognitif complexe visant à la sélection d’un type d’action parmi différentes alternatives. La théorie étudiant la prise de décision est la théorie de la décision.
Il s'agit d'une méthode de raisonnement pouvant s'appuyer sur des arguments (rationnels et/ou irrationnels), et qui peut éventuellement conduire à une non-décision ou un report (argumenté) de décision. Préférer s'en remettre au hasard (tirer à pile ou face) peut aussi résulter d'une prise de décision.
La prise de décision se voulant rationnelle est un aspect essentiel de certaines professions scientifiques, médicales, militaires et techniques, où une mauvaise décision peut conduire par exemple à un accident, à une guerre, une catastrophe ou à la mort d'un patient. Le secteur médical appuie ainsi la prise de décision sur des protocoles de diagnostic (par exemple pour la prescription d'un traitement ou d'une opération chirurgicale ; avec possibilité pour des médecins de prendre une décision collective, avec d’autres médecins, une équipe soignante ou un groupe éventuellement pluridisciplinaire). Cependant, plusieurs recherches montrent que dans certaines situations (nécessité d'une action rapide ou impossibilité de connaître certaines informations) les experts peuvent privilégier leur intuition, parfois selon des principes de logique floue que les systèmes d'aide à la décision tentent aussi d'intégrer. D'autres chercheurs comme Gary Klein estiment que l'intuition constitue la base du processus décisionnel d'un expert qui se réfère, pour décider, à ses expériences passées, dont le lien avec la situation vécue n’est d’ailleurs pas nécessairement conscient.
La vie quotidienne fait constamment appel à la prise de décision : organiser ses études, son métier, son orientation professionnelle, faire les courses, voter, etc.

## Les différents types de décisions
Il existe différents niveaux de décision qui doivent être pris dans une entreprise :
1. Décisions stratégiques : engagent l’entreprise sur une longue période (plus de 5 ans). Les décisions sont prises par le plus haut niveau hiérarchique, c’est-à-dire soit par la Direction Générale soit par l’État. Ces décisions sont uniques, occasionnelles.
2. Décisions tactiques : engagent l’entreprise à moyen terme (de 2 à 5 ans). Les décisions sont prises par les encadrements supérieurs. Ces décisions sont peu fréquentes, peu prévisibles.
3. Décisions opérationnelles : engagent l’entreprise à court terme (moins de 2 ans). Les décisions sont prises par les exécutants. Ces décisions sont fréquentes, très prévisibles.

| Caractéristiques               | Stratégique                    | Tactique                       | Opérationnelle                                                 |
| ------------------------------ | ------------------------------ | ------------------------------ | -------------------------------------------------------------- |
| Domaine de la décision         | Relations avec l'environnement | Gestion des ressources         | Utilisation des ressources dans le processus de transformation |
| Horizon de temps               | Long terme                     | Moyen terme                    | Court terme                                                    |
| Effet de la décision           | Durable                        | Bref                           | Très bref                                                      |
| Réversibilité de la décision   | Nulle                          | Faible                         | Forte                                                          |
| Procédure de décision          | Non programmable               | Semi programmable              | Programmable                                                   |
| Niveau de la prise de décision | Direction générale             | Directions fonctionnelles      | Chefs de services, chefs d'atelier                             |
| Nature des informations        | Incertaines et exogènes        | Presque complètes et endogènes | Complètes et endogènes                                         |

## Prise de décision et émotions
Les travaux du neuroscientifique américain Antonio Damásio (et d'autres) ont montré que le comportement social et la prise de décision sont en réalité largement influencés par les émotions,. Ils ont contribué à faire progresser nos connaissances sur la notion d'intelligence émotionnelle.
L'émotion peut aussi jouer un rôle important dans ce que certains appellent la « prise de décision intuitive ».

## Logiciels d'aide à la prise de décision
La prise de décision dans certaines situations complexes doit prendre en compte un nombre important de paramètres. Des bases de données et des systèmes informatiques sont développés pour l'aide à la décision, via l'aide à l'analyse des conséquences et l'évaluation des moyens de réduire le risque d'erreurs. Certains de ces systèmes cherchent à modéliser des fonctions cognitives de prise de décision, voir par ex. "An Approach to the Intelligent Decision Advisor (IDA) for Emergency Managers, 1999".